# Pityopus
Pityopus  (лат.) — род растений семейства Вересковые. Включает в себя один вид — Pityopus californica (Eastw.) H.F.Copel.

## Ареал
Вид Pityopus californica встречается в горах на севере Калифорнии, а также в нескольких местах в штатах Орегон и Вашингтон.

## Биологическое описание
Многолетние травянистые растения. Соцветие — кисть, содержащая от 2 до 11 цветков. Все части цветков белые, за исключением розовато-желтоватых пыльников. Pityopus californica является самым маленьким микотрофным растением в семействе Вересковые.

## Комментарии
1. ↑  Встречаются также варианты Pityopus californica (Eastw.) Copel., Pityopus californica (Eastw.) Copeland f., Pityopus californicus (Eastw.) H.F.Copel.